# بطولة كاريوكا 1973
بطولة كاريوكا 1973 هو موسم من بطولة كاريوكا. فاز فيه نادي فلومينينسي.